# Enrico Faccini
Enrico Faccini (Santa Margherita Ligure, 2 marzo 1962) è un fumettista italiano.
Giunto alla redazione di Topolino nel 1988 dopo un periodo di apprendistato sotto la guida di Giovan Battista Carpi e Romano Scarpa, esordisce con la storia Qui, Quo, Qua e il rock rimbombéros, pubblicata sul numero 1772 del settimanale, datato 12 novembre 1989.
Faccini riappare nel 1991 con la storia Paperino e la febbre del body-building, pubblicata sul numero 127 del mensile Paperino Mese del gennaio 1991.
Esordisce nel 1995 come autore completo con la storia Archimede e la macchina antistress, dando il via ad una produzione personale di notevole portata.
Nelle sue storie in stile barksiano, Faccini utilizza spesso come protagonisti i due cugini Paperino e Paperoga; storie di questo genere sono ad esempio Paperino e Paperoga e il gonfiaggio catastrofico (1997), Paperino, Paperoga e il servizio alienante (1998), Paperino e la nautivilla (1998), su testi di Carlo Gentina, Paperino e il regalo artistico (1998), Un bel rompicapo (1999), Paperino e il raggio gommopongo (1999) o Zio Paperone e la "Full-immersion" culturale (2000).
Insieme al disegnatore genovese Andrea Freccero, Faccini ha dato vita al personaggio di Timoteo Piccione, dalla curiosità irrefrenabile, character apparso come comprimario di Paperino in un paio di storie.
Faccini è, inoltre, autore completo di numerose strip contenute in Topolino.